# Islamisches Zentrum Hamburg

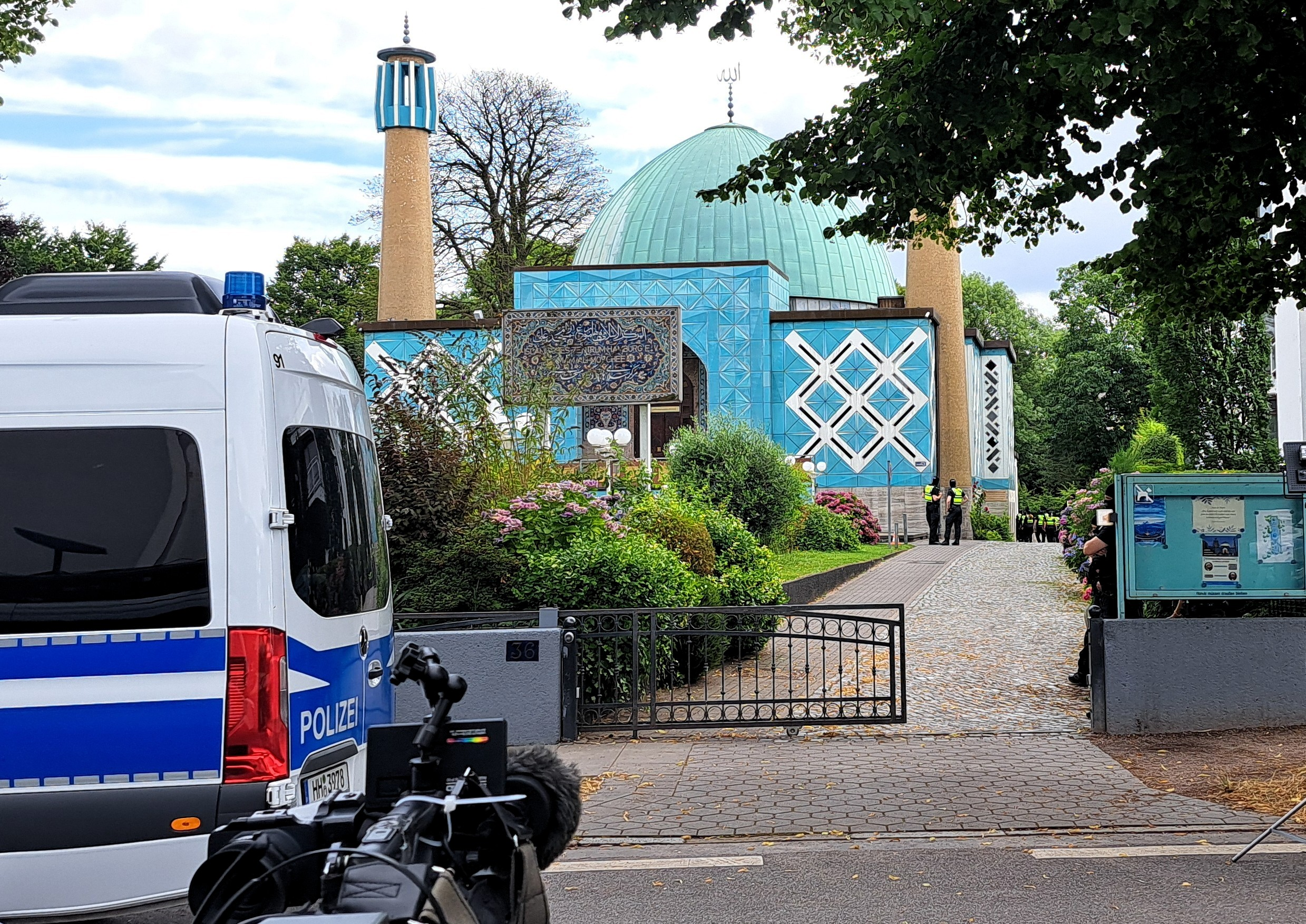
Razzia im Islamischen Zentrum Hamburg, 24. Juli 2024

Das Islamische Zentrum Hamburg e. V. (IZH) war der Träger der Imam-Ali-Moschee in Hamburg-Uhlenhorst an der Außenalster. Es stellte faktisch das Zentrum des schiitischen Islams in Deutschland dar.
Das IZH stand ab 1993 unter Beobachtung des Hamburger Verfassungsschutzes und wurde 2017 von diesem als „Instrument der iranischen Staatsführung“ eingeschätzt. Der Verein wurde am 24. Juli 2024 verboten, das gesamte Vereinsvermögen einschließlich der Moschee wurde eingezogen.

## Imam-Ali-Moschee

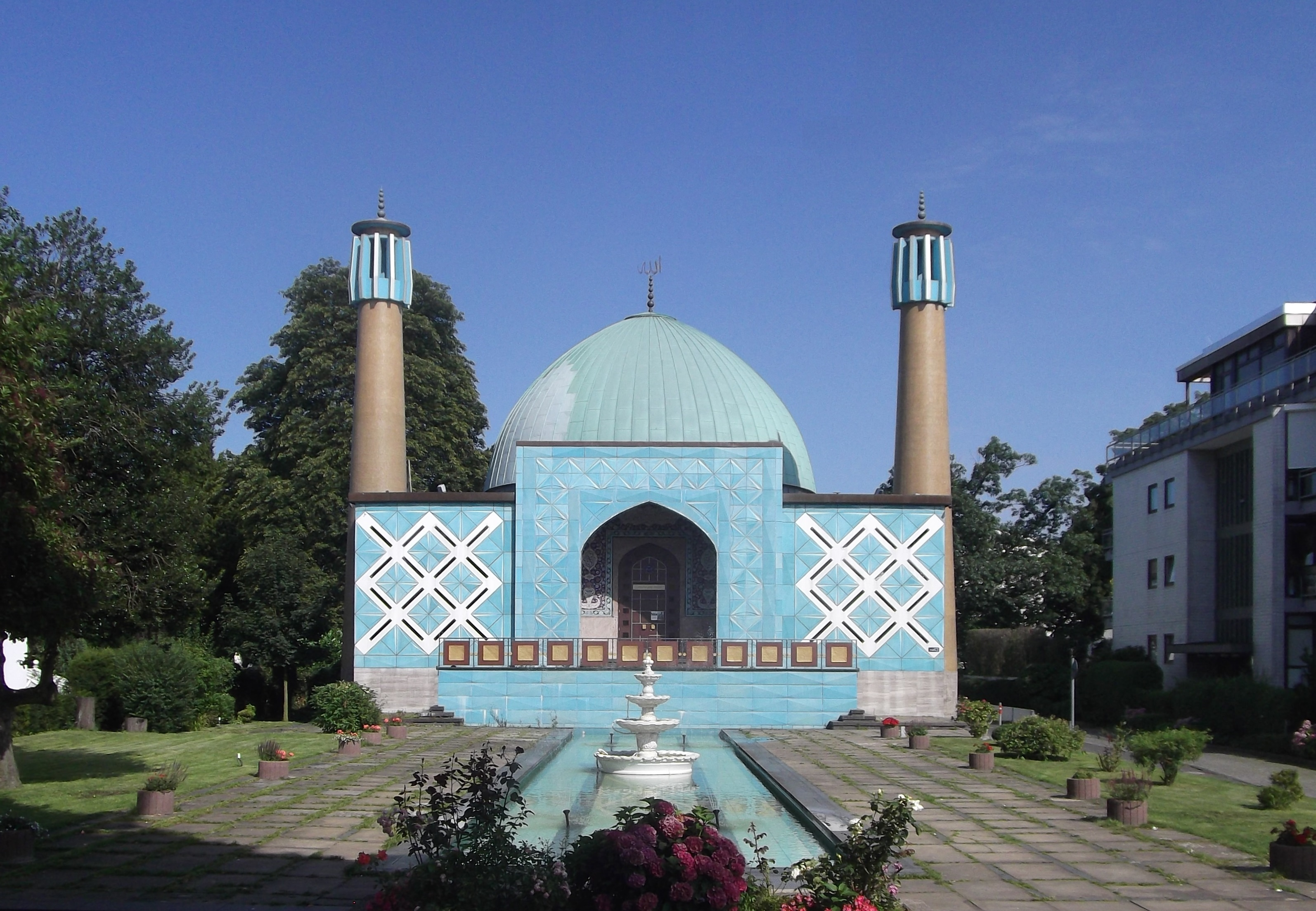
Imam-Ali-Moschee in Hamburg

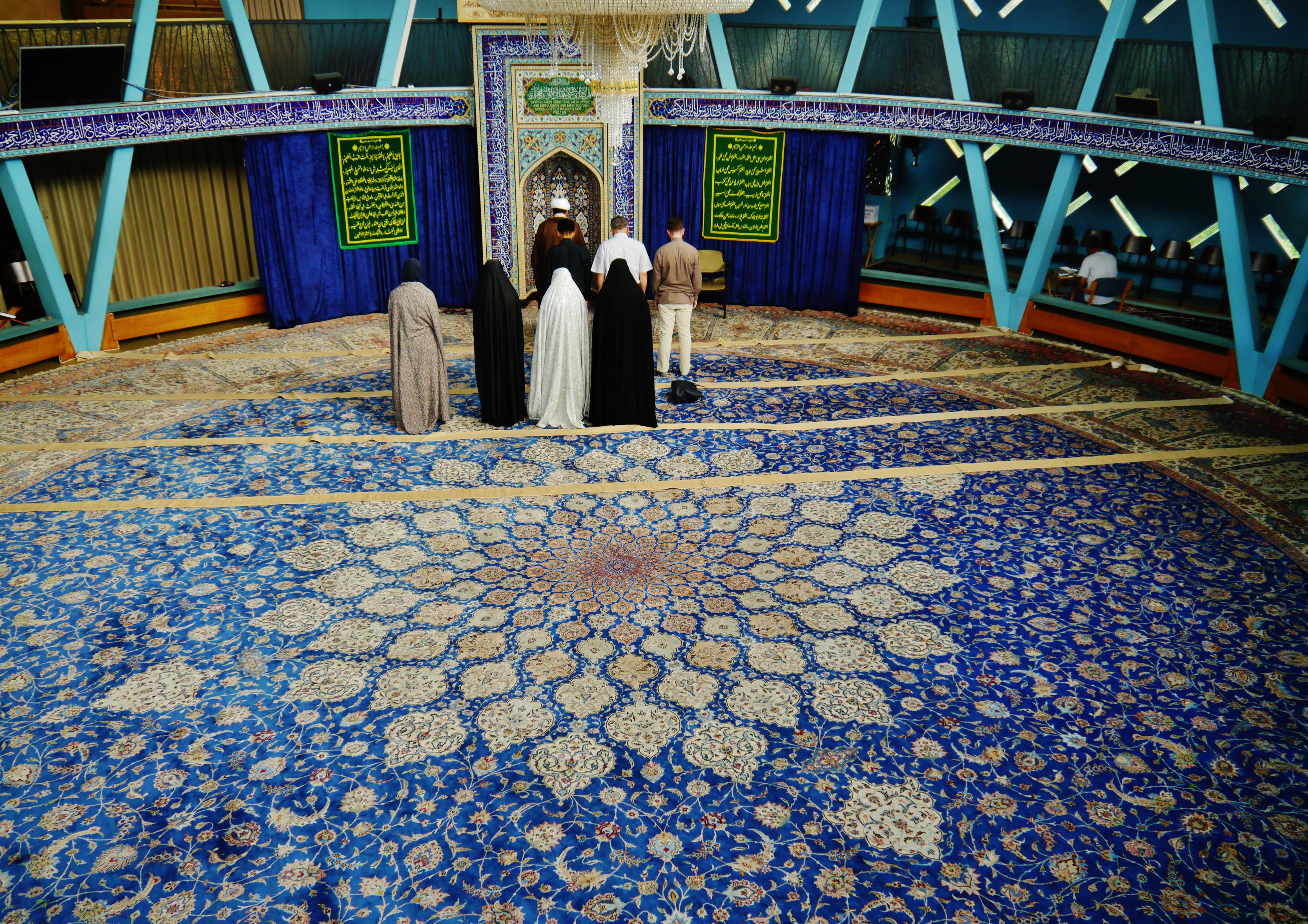
Gebetsraum

Die Imam-Ali-Moschee – im Volksmund Blaue Moschee genannt – wurde in der Tradition der Imam-Ali-Moschee in Nadschaf im Irak 1960–1965 in Hamburg-Uhlenhorst an der Außenalster erbaut. Die Grundsteinlegung erfolgte am 13. Februar 1960, die Einweihung 1963 und 1965. Der Bau wurde in der Anfangsphase von iranischen Kaufleuten in Hamburg finanziert. Das Grundstück kostete 250.000 DM (1958), während die Baukosten zwei Millionen DM betrugen (1960–1965). Dabei war das Fundament wegen des feuchten Baugrunds an der Alster sehr kostenintensiv. Die Moschee mit Kuppel und zwei Minaretten ist im Typ einer „Iwan-Moschee“ ausgeführt. Bauherr und Träger der schiitischen Moschee war der Verein Islamisches Zentrum Hamburg e. V. Der Gebetssaal fasst (bei Nutzung aller Flächen) bis zu 1500 Personen. Die Frauen beten normalerweise im inneren Kreis des Gebetsraums (hinter den Männern) und weichen nur bei großem Andrang auf die Galerie aus.
Im Juni 1953 gründeten in Hamburg ansässige iranische Kaufleute nach Rücksprache mit ihrem geistlichen Oberhaupt, dem Groß-Ajatollah Hossein Borudscherdi in Ghom (Iran), einen Verein zum Bau einer Moschee. Zusammen mit Hodschatoleslam Mohammad Mohagheghi, der zwei Jahre später nach Hamburg entsandt wurde, leiteten sie den Moscheebau ein. Auf Anregung von Borudscherdi taten sich gleichzeitig Geschäftsleute zu einem Förderverein zur Mitfinanzierung zusammen. Im Oktober 1957 wurde das Grundstück im Stadtteil Uhlenhorst an der Alster erworben.
Aus mehreren Entwürfen wurde einer ausgewählt, der dann von den Hamburger Architekten Gottfried Schramm und Jürgen Elingius in Zusammenarbeit mit dem iranischen Architekten Zargarpoor ausgeführt wurde. Im Beisein vieler Muslime, Vertretern der Stadt Hamburg sowie von Hodschatoleslam Mohagheghi wurde am 13. Februar 1960 der Grundstein gelegt.
Nachdem eine Million DM für das Projekt ausgegeben worden war, wurde der Rohbau im Mai 1963 fertiggestellt. Nach Boroudscherdis Tod und der Rückkehr Hodschatoleslam Mohagheghis nach Iran ruhten die Bauarbeiten vorläufig, bis unter dem nachfolgenden Leiter des Zentrums, Ajatollah Beheschti, und mit Hilfe von Spendengeldern von Geschäftsleuten aus Teheran und Hamburg in den Jahren 1966 und 1967 die Büroräume im Obergeschoss und ein Teil der Fassade fertiggestellt werden konnten.
Obwohl die iranische Botschaft in Bonn (damals unter dem iranischen Staatsoberhaupt Schah Mohammad Reza Pahlavi) ihre Bankkonten hatte sperren lassen, gelang es der Gemeinde, mit Hilfe großzügiger privater Spenden 1969–1979 den Vortragsraum zu errichten, die Fassade fertigzustellen und mit dem Ausbau des unteren Geschosses zu beginnen.
In der Amtszeit von Hodschatoleslam Mohammad Reza Moghaddam (1980–1992) wurden im Untergeschoss die Waschräume sowie eine Küche und ein Speisesaal eingerichtet. Darüber hinaus begannen die Künstler A. Meshkat und A. Sadeghian aus Maschhad mit der Ausschmückung des Gebetsraums mit Mosaik, und eine Simultandolmetscheranlage wurde im Vortragsraum installiert.
Im Sommer 1992 wurden unter der Leitung von Hodschatoleslam Mohammad Bagher Ansari die Mosaikarbeiten abgeschlossen, einschließlich des Mihrab (Gebetsnische), einem Geschenk der Goharschad-Moschee in Maschhad. Da sich die Büro- und Studierräume bald als unzureichend erwiesen, wurde 1996 das Fundament für einen Anbau hinter der ursprünglichen Moschee gelegt, der eine Bibliothek mit einer Kuppel enthalten soll sowie Büroräume und eine Tiefgarage.
Das Ensemble aus dem Gebäude der Imam-Ali-Moschee und der von Gustav Lüttge gestalteten Gartenanlage mit Wasserbecken und Einfriedung ist als Kulturdenkmal in der Denkmalliste der Hamburger Behörde für Kultur und Medien mit der Nummer 29614 aufgeführt.
Im Zuge des Verbots des Trägervereins wurde auch die Imam-Ali-Moschee am 24. Juli 2024 beschlagnahmt und eingezogen.

## Geschichte und Kontroversen
Mit der Islamischen Revolution von 1979, durch die der Klerus die Macht eroberte, etablierte sich auch die Verbundenheit des IZH mit der jetzt entstandenen Islamischen Republik Iran. Mohammad Beheschti, IZH-Leiter von 1965 bis 1970, wurde nach der Revolution zum Obersten Richter Irans ernannt. Wie Der Spiegel seinerzeit recherchierte, benutzte er sein Amt, um Familien verurteilter Regimegegner Schmiergelder abzupressen und die Delinquenten dann doch hinrichten zu lassen. In der Folge ließ er mehrere Millionen Mark über die Bank Melli Iran dem IZH gutschreiben, die anschließend von einem Vertrauten Beheschtis auf ein Konto bei einer deutschen Bank weitergeleitet wurden. Mohammad Chatami, IZH-Leiter von 1978 bis 1980, stieg 1997 zum iranischen Staatspräsidenten auf.
Der Verein IZH war Gründungsmitglied der Schura Hamburg, des Zentralrats der Muslime in Deutschland und der Islamischen Gemeinschaft der schiitischen Gemeinden Deutschlands.

### Objekt des Verfassungsschutzes
Das IZH stand von 1993 bis zu seinem Verbot unter Beobachtung des Landesamtes für Verfassungsschutz der Freien und Hansestadt Hamburg. In einer Stellungnahme aus dem Jahr 2004 heißt es: „Das IZH verfolgt als verlängerter Arm der Teheraner Revolutionsführung konsequent das Ziel, islamistisches Gedankengut nach heimatlichem Vorbild in Deutschland zu verbreiten und seinen Einfluss auf die schiitische Gemeinde zu intensivieren, u. a. durch die Gründung neuer Islamischer Zentren bzw. die Unterstützung entsprechender Vorhaben sowie durch vielfältige Formen der Kooperation mit anderen Gruppierungen und Einrichtungen in Deutschland und im europäischen Ausland. […] Bezeichnend für die politische Ausrichtung des IZH ist zudem seine Unterstützung der in Hamburg lebenden Hisbollah-Anhänger, denen u. a. Versammlungsräume zur Verfügung gestellt werden.“
Das IZH trat bis 2004 regelmäßig als Mitorganisator des „Al-Quds-Tages“ auf. Zum Tag im September 2010 forderte es öffentlich wieder zur Beteiligung auf und unterstützte die Veranstaltung mit Transportmöglichkeiten und Verpflegung. Auch 2016 war das IZH laut Verfassungsschutz mit 200 Personen an der jährlichen Al-Quds-Demonstration in Berlin beteiligt.
Gleichzeitig wurden jedoch für das breite Publikum Veranstaltungen wie der Tag der offenen Moschee, das Fest der Liebe zu Weihnachten sowie Seminare und Vorträge auch mit westlichen Wissenschaftlern durchgeführt.
Im Jahr 2017 schätzte der Hamburger Verfassungsschutz das IZH als „Instrument der iranischen Staatsführung“ ein.
Am 24. Juli 2021 wurde die Moschee durch einen Anschlag mit roter Farbe besprüht, die Parolen in persischer Sprache richteten sich gegen das Regime der Islamischen Republik Iran und bezogen sich auf die Proteste in Chuzestan 2021. Dem Anschlag waren zahlreiche Medienberichte über neue Kenntnisse des Verfassungsschutzes vorausgegangen, wonach das Institut gegenüber der iranischen Regierung weisungsgebunden sei.
Im Juni 2022 wurde bekannt, dass der stellvertretende IZH-Leiter Seyed Soliman Mousavifar eine Ausweisungsverfügung der Innenbehörde erhalten hat. Ihm konnten enge Beziehungen zu Spendenvereinen nachgewiesen werden, die der Terrororganisation Hisbollah zugerechnet werden. Der Bundesvorsitzende von Bündnis 90/Die Grünen Omid Nouripour nannte im September 2022 das IZH „das wichtigste Spionagenest des Regimes in Deutschland“ und meinte, es sei „an der Zeit, das Treiben des IZH zu beenden“.
Am 25. September 2022 wurde die Moschee wieder mit einem Farbanschlag beschädigt und ein Mitarbeiter wurde verletzt.
CDU, AfD und FDP forderten die Kündigung des IZH-Vertrags mit dem Bundesland Hamburg. Auch der stellvertretende SPD-Kreisvorsitzende in Eimsbüttel, Danial Ilkhanipour, und die Grünen-Landesvorsitzende Maryam Blumenthal kritisierten die Situation.
Vor dem Hintergrund der Unterdrückung der Proteste in Iran durch das theokratische Regime erwog die Bundesregierung unter Olaf Scholz im November 2022 eine Schließung des Zentrums. Ein entsprechender Antrag der Regierungsfraktionen wurde am 9. November 2022 vom Bundestag mit den Stimmen der Koalitionsfraktionen, gegen die der CDU/CSU und bei Enthaltung von AfD und Die Linke, verabschiedet.
Im selben Monat trat das IZH aus der Schura Hamburg aus, gemäß einer Erklärung des Schura-Rates aufgrund der Kontroversen um das IZH. Die Entscheidung wurde auch vor dem Hintergrund einer möglichen Verlängerung des Staatsvertrag getroffen, wobei gefordert wurde, dass das IZH bei Verträgen mit Hamburg keine Rolle mehr spielen dürfe.
Das Verwaltungsgericht Hamburg entschied 2023, dass der Verein als extremistisch bezeichnet werden darf.
Das Bundesministerium des Innern und für Heimat (BMI) führt seit 2023 gegen den Verein ein vereinsrechtliches Ermittlungsverfahren. Hintergrund ist der Verdacht, dass sich die Vereinstätigkeit gegen die verfassungsmäßige Ordnung und den Gedanken der Völkerverständigung richtet und dass das IZH die in Deutschland verbotenen Aktivitäten der libanesischen Terrororganisation Hisbollah unterstützt.
Das IZH und die zugehörige Imam-Ali-Moschee wurden am 16. November 2023 im Rahmen einer bundesweiten Razzia gegen Islamisten-Vereine, bei der 54 Objekte in Hamburg, Niedersachsen, Hessen, Baden-Württemberg, Bayern, Berlin und Nordrhein-Westfalen Ziel waren, von der Polizei durchsucht, Computer und Mobiltelefone wurden beschlagnahmt.

### Verbot 2024
Am 24. Juli 2024 verbot das Bundesinnenministerium das IZH mit der Begründung, es verbreite als direkte Vertretung des iranischen „Revolutionsführers“ in aggressiv-kämpferischer Weise die Ideologie der sogenannten „Islamischen Revolution“ in Deutschland. Das IZH richte sich, so das Bundesinnenministerium, „gegen die verfassungsmäßige Ordnung, gegen den Gedanken der Völkerverständigung“ und laufe deutschen Strafgesetzen zuwider. Zudem liefen „der Zweck und die Tätigkeit des IZH völkerrechtlichen Verpflichtungen der Bundesrepublik Deutschland zuwider und fördern Bestrebungen außerhalb des Bundesgebiets, deren Ziele oder Mittel mit den Grundwerten einer die Würde des Menschen achtenden staatlichen Ordnung unvereinbar“ seien.
Das IZH hatte weitere Teilorganisationen, die ebenfalls im Juli 2024 verboten und deren Räumlichkeiten durchsucht und Besitz beschlagnahmt wurde. Dazu zählen die Islamische Akademie Deutschland (IAD), der Verein der Förderer einer iranischen-islamischen Moschee in Hamburg, das Zentrum der Islamischen Kultur Frankfurt (ZIK), die Islamische Vereinigung Bayern in München (IVB) und das Islamische Zentrum Berlin (IZB).
Aus Protest gegen das Verbot bestellte das iranische Außenministerium im Juli 2024 den deutschen Botschafter Hans-Udo Muzel ein.
Ende August 2024 erteilte die Hamburger Innenbehörde dem bis zum 24. Juli d. J. amtierenden Leiter des IZH, Mohammad Hadi Mofatteh, eine Ausweisungsverfügung, wonach er binnen 14 Tagen das Land zu verlassen habe. Er reiste am 10. September aus und darf unter Androhung einer Haftstrafe Deutschland 20 Jahre nicht mehr betreten.
Nach der Schließung erfolgten öffentliche Freitagsgebete auf der Straße „Schöne Aussicht“ direkt vor der Moschee. Die Freitagsgebete dienten auch dem Protest gegen die Beschlagnahme. Ende August gab es die Auflage, sich in einiger Entfernung auf einem abgesperrten Gehweg mit Parkstreifen zu versammeln, um den Autoverkehr auf der Straße „Schöne Aussicht“ nicht zu behindern. Polizisten kontrollierten mit Messgeräten die Einhaltung der Lärmschutzauflagen, da es vorher Beschwerden aus der Nachbarschaft wegen des Lärms gegeben hatte. Am 30. August nahmen rund 80 Menschen am Freitagsgebet teil.
Am 3. Oktober 2024 forderten Demonstranten die Moschee in ein interkulturelles Zentrum mit Namen Jina Mahsa Amini Kulturzentrum umzuwidmen. Jina Mahsa Amini war im Herbst 2022 in Iran getötet worden, weil sie angeblich gegen Hidschāb-Normen verstoßen hatte.
Aus den Reihen der Moscheegemeinde hatte sich zum ersten Jahrestag des Verbotes ein Aktionskomitee zur Wiedereröffnung gebildet, das mit einer Demonstration auf sein Ziel aufmerksam machte. Auch die Schura Hamburg fordert, dass das Gebäude als schiitische Moschee erhalten bleiben müsse. Zu einer politischen Entscheidung in dieser Sache wird es jedoch erst kommen, nachdem das Bundesverwaltungsgericht über eine Klage gegen das IZH-Verbot geurteilt hat.

## Leitung
Das IZH war den größten Großayatollahs der schiitischen Welt unterstellt. Als deren Beauftragte amtierten folgende Leiter:
| Zeit      | Religiöser Titel | Name                                                      |
| --------- | ---------------- | --------------------------------------------------------- |
| 1955–1965 | Hodschatoleslam  | Mohammad Mohagheghi                                       |
| 1965–1970 | Ajatollah        | Mohammad Beheschti                                        |
| 1970–1978 | Hodschatoleslam  | Mohammad Modschtahed Schabestari                          |
| 1978–1980 | Hodschatoleslam  | Mohammad Chatami, von 1997 bis 2005 Staatspräsident Irans |
| 1980–1992 | Hodschatoleslam  | Mohammad Reza Moghaddam                                   |
| 1992–1998 | Hodschatoleslam  | Mohammad Bagher Ansari                                    |
| 1999–2003 | Hodschatoleslam  | Hosseini Nassab                                           |
| 2004–2008 | Ajatollah        | Abbas Hosseini Ghaemmaghami                               |
| 2009–2018 | Ajatollah        | Reza Ramezani                                             |
| 2018–2024 | Hodschatoleslam  | Mohammad Hadi Mofatteh                                    |

## Publikationen
- Islamisches Echo in Europa
- Muslime im Dialog (Faltblattserie)
- Salam Kinder (deutschsprachige Kinderhefte)
- al-Fadschr („Die Morgendämmerung“, Moschee-Magazin)

## Audio
- Überwachen und überzeugen: Wie Hamburg gegen Islamisten vorgeht, von Axel Schröder, Deutschlandfunk Hintergrund, 8. Juli 2020, Audio-Version, 18.45 Minuten